# UGC 224
UGC 224 = Arp 201 ist ein interagierendes Galaxienpaar im Sternbild Pisces. Das Galaxienpaar ist etwa 850 Millionen Lichtjahre von der Milchstraße entfernt. Halton Arp gliederte seinen Katalog ungewöhnlicher Galaxien nach rein morphologischen Kriterien in Gruppen. Diese Galaxie gehört zu der Klasse Galaxien mit vom Kern ausgeschleuderter Materie.